# کوسیمووسکوگو رودنیکا
کوسیمووسکوگو رودنیکا (به لاتین: Kusimovskogo Rudnika) یک منطقهٔ مسکونی در روسیه است که در باشقیرستان واقع شده‌است.